# Vikingeborgen Trelleborg
 Om museet af dette navn, ikke at forveksle med Trelleborg (Slagelse), som museet omhandler.
Vikingeborgen Trelleborg eller Museet ved Trelleborg er et kulturhistorisk museum på cirkelborgen Trelleborg ved Slagelse. Museet udstiller arkæologiske fund fra og omkring Trelleborg.
Hvert år i uge 29  afholder museet vikingefestival omkring borgen (juli måned). Markedet består af en lang række boder og et reenactet slag. Det trækker op mod 10.000 besøgende og omkring 600 aktører. Ud over ansatte har museet også frivilligforeningen, hvis medlemmer optræder i vikingetidens dragter og formidler, hvordan livet kan have foregået den gang.

## Historie
Nationalmuseet har ejet borgen og de omkringliggende 8,2 ha siden 1930'erne. Allerede i i 1941 rekonstruerede man et langhus på baggrund af udgravninger på området. Dette er senere rådnet og man har opført et nyt.
Museumsbygningen blev opført i 1995. Fra 1999 til 2004 var historiker, forfatter og foredragsholder Kåre Johannessen museumsinspektør. Han blev siden museumsinspektør for Middelaldercentret ved Nykøbing Falster. Efter sin afgang kritiserede han Sydvestsjællands Museum for at nedlægge den aktive formidling, der var foregået på stedet.
I 2004 blev udstillingen renoveret, og den omfatter i dag de fleste af de genstande som er fundet på området samt modeller af, hvordan borgen kan have set ud.
Museet blev drevet af Sydvestsjællands Museum frem til 2013, hvor driften blev overtaget af Slagelse Kommune. Fra 2014 har Slagelse Kommune og Nationalmuseet en aftale om driften af museet.
Slagelse Kommune har bevilget 25 mio. kr til at skabe et større museum med oplevelsescenter, der skal fortælle om Trelleborg og de andre trelleborge. Man har søgt om, at få Trelleborg på UNESCOs Verdensarvsliste, hvor udvidelsen af museet er en del af dette. Det er meningen at centret skal åbne i 2025.
Museet deltager i projektet Da Danmark Blev Til, der er et samarbejde mellem  Sagnlandet Lejre, Middelaldercentret og en lang række lokale museer og historiske markeder alle fra regionen Midt- og Vestsjælland. Det sætter fokus på vikingetid og middelalder og skabelsen af Kongeriget Danmark.